# بروک ویکف
بروک ویکف (انگلیسی: Brooke Wyckoff؛ زادهٔ ۳۰ مارس ۱۹۸۰) بازیکن بسکتبال اهل ایالات متحده آمریکا است.
وی در مسابقات کشوری و بین‌المللی در مجموع برندهٔ ۱ مدال طلا، ۱ مدال نقره شده‌است.